# Wysoka (powiat elbląski)
Wysoka – osada w Polsce położona w województwie warmińsko-mazurskim, w powiecie elbląskim, w gminie Rychliki.
W latach 1975–1998 miejscowość należała administracyjnie do województwa elbląskiego.

## Zabytki
Do wojewódzkiego rejestru zabytków wpisane są obiekty:
- zespół pałacowy i folwarczny, XVIII-XX:

- piwnice pałacu będące pozostałością XIX wiecznego pałacu oraz zabudowa pofolwarczna tj. neogotyckie zabudowania gospodarcze, ekonomówka z wysmukłą latarenką i spichlerz z wieżą zegarową. Pałac w Wysokiej był siedzibą założonej przez Johanna Georga Gichtela sekty bezżeńców, zwanych też braćmi anielskimi lub gichtelianami. Skupiała ona nieżonatych mężczyzn uważających się za ziemskie wcielenia aniołów, potępiali oni małżeństwo jako źródło grzechu, prowadzili wspólnie gospodarstwo i posiadali wspólny majątek.
- park ze stawami i urządzeniami wodnymi 
- cmentarz rodowy 
- altana 
- folwark I  
- folwark II